# Prima Divisione Lombardia 1940-1941
Fu il quarto livello della XXXVIII edizione del campionato italiano di calcio.

La Prima Divisione (ex Seconda Divisione) fu organizzata e gestita dai Direttori di Zona.

Le finali per la promozione in Serie C erano gestite dal Direttorio Divisioni Superiori (D.D.S.) che aveva sede a Roma.
Il Direttorio II Zona gestiva in questa stagione le squadre della Lombardia e quelle della provincia di Piacenza a lei demandate dalla FIGC a partire dall'agosto 1927, anno in cui cedette le proprie squadre federali della provincia di Mantova al Direttorio Regionale Emiliano.

## Girone A

### Squadre partecipanti
| Squadra                          | Città (provincia)          | Stagione precedente |
| -------------------------------- | -------------------------- | ------------------- |
| Dop. Casalpusterlengo Sez.Calcio | Casalpusterlengo (MI)      |                     |
| A.C. Codogno                     | Codogno (MI)               |                     |
| A.C. Crema (B = riserve)         | Crema (CR)                 |                     |
| U.S. Cremonese (B = riserve)     | Cremona                    |                     |
| A.S. Fanfulla (B = riserve)      | Lodi (MI)                  |                     |
| U.S. Fiorenzuola                 | Fiorenzuola d'Arda (PC)    |                     |
| A.S. Melegnanese                 | Melegnano (MI)             |                     |
| Olubra Sportiva                  | Castel San Giovanni (PC)   |                     |
| Piacenza Sportiva (B = riserve)  | Piacenza                   |                     |
| Sant'Angelo Sportiva             | Sant'Angelo Lodigiano (MI) |                     |

### Classifica finale
|  | Pos. | Squadra          | Pt       | G  | V | N | P | GF | GS | QR   |
|  | ---- | ---------------- | -------- | -- | - | - | - | -- | -- | ---- |
|  | 1.   | Fanfulla B       | 17       | 13 | 6 | 5 | 2 | 28 | 21 | 1,33 |
|  | 2.   | Olubra           | 16       | 13 | 7 | 2 | 4 | 22 | 15 | 1,47 |
|  | 3.   | Codogno          | 14       | 13 | 5 | 4 | 4 | 29 | 21 | 1,38 |
|  | 4.   | Melegnanese      | 14       | 13 | 6 | 2 | 5 | 24 | 24 | 1,00 |
|  | 5.   | Fiorenzuola      | 12       | 13 | 5 | 2 | 6 | 15 | 18 | 0,83 |
|  | 6.   | Casalpusterlengo | 11       | 13 | 4 | 3 | 6 | 17 | 22 | 0,77 |
|  | 7.   | Sant'Angelo      | 9        | 13 | 4 | 1 | 8 | 21 | 32 | 0,66 |
|  | --   | Cremonese B      | Ritirata |    |   |   |   |    |    |      |
|  | --   | Crema B          | Ritirata |    |   |   |   |    |    |      |
|  | --   | Piacenza B       | Ritirata |    |   |   |   |    |    |      |

Legenda:
      Ammesso alle finali regionali.
      Retrocesso in Seconda Divisione.
Regolamento:
Due punti a vittoria, uno a pareggio, zero a sconfitta.
Quoziente reti in caso di pari punti, per qualsiasi posizione di classifica.

## Girone B

### Squadre partecipanti
| Squadra                       | Città (provincia) | Stagione precedente |
| ----------------------------- | ----------------- | ------------------- |
| G.C. Alfa Romeo (B = riserve) | Milano            |                     |
| G.S. Corridoni                | Milano            |                     |
| G.S. Fiamma Cremisi           | Milano            |                     |
| G.R.F. Fabio Filzi            | Milano            |                     |
| S.C. Italia                   | Voghera (PV)      |                     |
| A.S. Milano (C = allievi)     | Milano            |                     |
| D.A. Vittorio Necchi          | Pavia             |                     |
| Dop. Redaelli (B = riserve)   | Milano-Rogoredo   |                     |
| D.A. S.A.F.A.R.               | Milano            |                     |
| A.C. Vigevano (B = riserve)   | Vigevano (PV)     |                     |

### Classifica finale
|  | Pos. | Squadra                   | Pt       | G  | V  | N | P | GF | GS | QR   |
|  | ---- | ------------------------- | -------- | -- | -- | - | - | -- | -- | ---- |
|  | 1.   | Alfa Romeo B              | 24       | 15 | 10 | 3 | 1 | 31 | 10 | 3,10 |
|  | 2.   | Vittorio Necchi           | 23       | 15 | 9  | 5 | 1 | 40 | 11 | 3,64 |
|  | 3.   | S.A.F.A.R.                | 21       | 15 | 7  | 7 | 1 | 30 | 9  | 3,33 |
|  | 4.   | non conosciuta (bandiera) | ??       | 15 | .  | . | . | .. | .. | ?,?? |
|  | 5.   | non conosciuta (bandiera) | ??       | 15 | .  | . | . | .. | .. | ?,?? |
|  | 6.   | non conosciuta (bandiera) | ??       | 15 | .  | . | . | .. | .. | ?,?? |
|  | 7.   | non conosciuta (bandiera) | ??       | 15 | .  | . | . | .. | .. | ?,?? |
|  | --   | Redaelli B                | Ritirata |    |    |   |   |    |    |      |
|  | --   | Vigevano B                | Ritirata |    |    |   |   |    |    |      |
|  | --   | Italia                    | Ritirata |    |    |   |   |    |    |      |

Legenda:
      Ammesso alle finali regionali.
      Successivamente ammesso in Serie C.
      Retrocesso in Seconda Divisione.
Regolamento:
Due punti a vittoria, uno a pareggio, zero a sconfitta.
Quoziente reti in caso di pari punti, per qualsiasi posizione di classifica.
Note:
Classifica incompleta, manca il risultato di Vigevano B-Fiamma Cremisi e Fiamma Cremisi-Alfa Romeo B.

## Girone C

### Squadre partecipanti
| Squadra                             | Città (provincia)    | Stagione precedente |
| ----------------------------------- | -------------------- | ------------------- |
| A.S. Ambrosiana-Inter (C = allievi) | Milano               |                     |
| Dop. Burgo                          | Maslianico (CO)      |                     |
| A.C. Cantù (B = riserve)            | Cantù (CO)           |                     |
| Dop. Caproni                        | Milano-Taliedo       |                     |
| A.S. Como (B = riserve)             | Como                 |                     |
| U.S. Gerli                          | Cusano Milanino (MI) |                     |
| A.S. Impero                         | Mariano Comense (CO) |                     |
| D.A. Innocenti                      | Milano               |                     |
| Dop. Comunale Meda (B = riserve)    | Meda (MI)            |                     |
| A.S. Romana                         | Milano-Vigentino     |                     |

### Classifica finale
|  | Pos. | Squadra                   | Pt       | G  | V | N | P | GF | GS | QR   |
|  | ---- | ------------------------- | -------- | -- | - | - | - | -- | -- | ---- |
|  | 1.   | non conosciuta (bandiera) | ??       | 13 | . | . | . | .. | .. | ?,?? |
|  | 2.   | non conosciuta (bandiera) | ??       | 13 | . | . | . | .. | .. | ?,?? |
|  | 3.   | non conosciuta (bandiera) | ??       | 13 | . | . | . | .. | .. | ?,?? |
|  | 4.   | non conosciuta (bandiera) | ??       | 13 | . | . | . | .. | .. | ?,?? |
|  | 5.   | non conosciuta (bandiera) | ??       | 13 | . | . | . | .. | .. | ?,?? |
|  | 6.   | non conosciuta (bandiera) | ??       | 13 | . | . | . | .. | .. | ?,?? |
|  | 7.   | non conosciuta (bandiera) | ??       | 13 | . | . | . | .. | .. | ?,?? |
|  | --   | Innocenti                 | Ritirata |    |   |   |   |    |    |      |
|  | --   | Burgo                     | Ritirata |    |   |   |   |    |    |      |
|  | --   | Cantù B                   | Ritirata |    |   |   |   |    |    |      |

Legenda:
      Ammesso alle finali regionali.
      Successivamente ammesso in Serie C.
      Retrocesso in Seconda Divisione.
Regolamento:
Due punti a vittoria, uno a pareggio, zero a sconfitta.
Quoziente reti in caso di pari punti, per qualsiasi posizione di classifica.

## Girone D

### Squadre partecipanti
| Squadra                  | Città (provincia)       | Stagione precedente |
| ------------------------ | ----------------------- | ------------------- |
| Abbiategrasso A.C.       | Abbiategrasso (MI)      |                     |
| Castano                  | Castano Primo (MI)      |                     |
| A.C. Commercianti        | Milano                  |                     |
| G.S.F. Corbetta          | Corbetta (MI)           |                     |
| Dop. Falck (B = riserve) | Sesto San Giovanni (MI) |                     |
| G.S. Erminio Giana       | Gorgonzola (MI)         |                     |
| Magenta                  | Magenta (MI)            |                     |
| D.A. Pirelli             | Bicocca di Milano (MI)  |                     |
| Rhodense Calcistica      | Rho (MI)                |                     |
| G.S. Carlo Tresoldi      | Cassano d'Adda (MI)     |                     |

### Classifica finale
|  | Pos. | Squadra                   | Pt       | G | V | N | P | GF | GS | QR   |
|  | ---- | ------------------------- | -------- | - | - | - | - | -- | -- | ---- |
|  | 1.   | Abbiategrasso             | ??       | 8 | . | . | . | .. | .. | ?,?? |
|  | 2.   | non conosciuta (bandiera) | ??       | 8 | . | . | . | .. | .. | ?,?? |
|  | 3.   | non conosciuta (bandiera) | ??       | 8 | . | . | . | .. | .. | ?,?? |
|  | 4.   | non conosciuta (bandiera) | ??       | 8 | . | . | . | .. | .. | ?,?? |
|  | 5.   | non conosciuta (bandiera) | ??       | 8 | . | . | . | .. | .. | ?,?? |
|  | --   | Falck                     | Ritirata |   |   |   |   |    |    |      |
|  | --   | Corbetta                  | Ritirata |   |   |   |   |    |    |      |
|  | --   | Carlo Tresoldi            | Ritirata |   |   |   |   |    |    |      |
|  | --   | Magenta                   | Ritirata |   |   |   |   |    |    |      |
|  | --   | Castano Primo             | Ritirata |   |   |   |   |    |    |      |

Legenda:
      Ammesso alle finali regionali.
      Retrocesso in Seconda Divisione.
Regolamento:
Due punti a vittoria, uno a pareggio, zero a sconfitta.
Quoziente reti in caso di pari punti, per qualsiasi posizione di classifica.

## Girone E

### Squadre partecipanti
| Squadra                                    | Città (provincia)      | Stagione precedente |
| ------------------------------------------ | ---------------------- | ------------------- |
| G.S. Bernocchi                             | Legnano (MI)           |                     |
| A.C. Castellanza                           | Castellanza (VA)       |                     |
| S.G. Gallaratese (B = riserve)             | Gallarate (VA)         |                     |
| G.I.L. di Leggiuno Sez.Calcio              | Leggiuno-Sangiano (VA) |                     |
| A.C. Legnano (B = riserve)                 | Legnano (MI)           |                     |
| G.S. Libero Ferrario                       | Parabiago (MI)         |                     |
| A.C. Luino                                 | Luino (VA)             |                     |
| Soc. Pro Patria et Libertate (B = riserve) | Busto Arsizio (VA)     |                     |
| S.C. Saronno                               | Saronno (VA)           |                     |
| Varese Sportiva (B = riserve)              | Varese                 |                     |

### Classifica finale
|  | Pos. | Squadra                   | Pt       | G  | V | N | P | GF | GS | QR   |
|  | ---- | ------------------------- | -------- | -- | - | - | - | -- | -- | ---- |
|  | 1.   | non conosciuta (bandiera) | ??       | 14 | . | . | . | .. | .. | ?,?? |
|  | 2.   | non conosciuta (bandiera) | ??       | 14 | . | . | . | .. | .. | ?,?? |
|  | 3.   | non conosciuta (bandiera) | ??       | 14 | . | . | . | .. | .. | ?,?? |
|  | 4.   | non conosciuta (bandiera) | ??       | 14 | . | . | . | .. | .. | ?,?? |
|  | 5.   | Luino                     | ??       | 14 | . | . | . | .. | .. | ?,?? |
|  | 6.   | non conosciuta (bandiera) | ??       | 14 | . | . | . | .. | .. | ?,?? |
|  | 7.   | non conosciuta (bandiera) | ??       | 14 | . | . | . | .. | .. | ?,?? |
|  | 8.   | non conosciuta (bandiera) | ??       | 14 | . | . | . | .. | .. | ?,?? |
|  | --   | Pro Patria B              | Ritirata |    |   |   |   |    |    |      |
|  | --   | Legnano B                 | Ritirata |    |   |   |   |    |    |      |

Legenda:
      Ammesso alle finali regionali.
      Retrocesso in Seconda Divisione.
Regolamento:
Due punti a vittoria, uno a pareggio, zero a sconfitta.
Quoziente reti in caso di pari punti, per qualsiasi posizione di classifica.

## Girone F

### Squadre partecipanti
| Squadra                  | Città (provincia)       | Stagione precedente |
| ------------------------ | ----------------------- | ------------------- |
| Dop. Breda               | Sesto San Giovanni (MI) |                     |
| A.C. Lecco (B = riserve) | Lecco (CO)              |                     |
| Lietti                   | Oggiono (CO)            |                     |
| A.C. Lissone             | Lissone (MI)            |                     |
| Dop. Magneti Marelli     | Sesto San Giovanni (MI) |                     |
| A.C. Monza (B = riserve) | Monza (MI)              |                     |
| U.S. Olginatese          | Olginate (CO)           |                     |
| D.A. Singer              | Monza (MI)              |                     |
| Sondrio Sportiva         | Sondrio                 |                     |
| U.S. Vimercatese         | Vimercate (MI)          |                     |

### Classifica finale
|  | Pos. | Squadra                   | Pt       | G  | V | N | P | GF | GS | QR   |
|  | ---- | ------------------------- | -------- | -- | - | - | - | -- | -- | ---- |
|  | 1.   | non conosciuta (bandiera) | ??       | 13 | . | . | . | .. | .. | ?,?? |
|  | 2.   | Sondrio                   | ??       | 13 | . | . | . | .. | .. | ?,?? |
|  | ?.   | Lissone                   | ??       | 13 | . | . | . | .. | .. | ?,?? |
|  | 4.   | non conosciuta (bandiera) | ??       | 13 | . | . | . | .. | .. | ?,?? |
|  | 5.   | non conosciuta (bandiera) | ??       | 13 | . | . | . | .. | .. | ?,?? |
|  | 6.   | non conosciuta (bandiera) | ??       | 13 | . | . | . | .. | .. | ?,?? |
|  | 7.   | Olginatese                | ??       | 13 | . | . | . | .. | .. | ?,?? |
|  | --   | Vimercatese               | Ritirato |    |   |   |   |    |    |      |
|  | --   | Lietti                    | Ritirato |    |   |   |   |    |    |      |
|  | --   | Lecco B                   | Ritirato |    |   |   |   |    |    |      |

Legenda:
      Ammesso alle finali regionali.
      Successivamente ammesso in Serie C.
      Retrocesso in Seconda Divisione.
Regolamento:
Due punti a vittoria, uno a pareggio, zero a sconfitta.
Quoziente reti in caso di pari punti, per qualsiasi posizione di classifica.
Note:
Manca l'esatta posizione in classifica di ogni squadra (anche del Lissone).

## Girone G

### Squadre partecipanti
| Squadra                                  | Città (provincia)         | Stagione precedente |
| ---------------------------------------- | ------------------------- | ------------------- |
| U.S. Ardens                              | Bergamo (BG)              |                     |
| Atalanta Bergamasca Calcio (B = riserve) | Bergamo (BG)              |                     |
| A.C. Brescia (B = riserve)               | Brescia (BS)              |                     |
| G.S. Armando Casalini (B = riserve)      | Brescia (BS)              |                     |
| ?.?. Chiari                              | Chiari (BS)               |                     |
| A.S. Falco                               | Albino (BG)               |                     |
| Dop. Marzotto                            | Manerbio (BS)             |                     |
| A.C. Pro Palazzolo (B = riserve)         | Palazzolo sull'Oglio (BS) |                     |
| S.S. Pro Ponte (B = riserve)             | Ponte San Pietro (BG)     |                     |
| A.C. Sebinia                             | Lovere (BG)               |                     |

### Classifica finale
|  | Pos. | Squadra                   | Pt       | G  | V | N | P | GF | GS | QR   |
|  | ---- | ------------------------- | -------- | -- | - | - | - | -- | -- | ---- |
|  | 1.   | non conosciuta (bandiera) | ??       | 13 | . | . | . | .. | .. | ?,?? |
|  | 2.   | non conosciuta (bandiera) | ??       | 13 | . | . | . | .. | .. | ?,?? |
|  | 3.   | non conosciuta (bandiera) | ??       | 13 | . | . | . | .. | .. | ?,?? |
|  | 4.   | non conosciuta (bandiera) | ??       | 13 | . | . | . | .. | .. | ?,?? |
|  | 5.   | non conosciuta (bandiera) | ??       | 13 | . | . | . | .. | .. | ?,?? |
|  | 6.   | non conosciuta (bandiera) | ??       | 13 | . | . | . | .. | .. | ?,?? |
|  | --   | Pro Ponte                 | Ritirata |    |   |   |   |    |    |      |
|  | --   | Pro Palazzolo             | Ritirata |    |   |   |   |    |    |      |
|  | --   | Falco                     | Ritirata |    |   |   |   |    |    |      |
|  | --   | Armando Casalini          | Ritirata |    |   |   |   |    |    |      |

Legenda:
      Ammesso alle finali regionali.
      Retrocesso in Seconda Divisione.
Regolamento:
Due punti a vittoria, uno a pareggio, zero a sconfitta.
Quoziente reti in caso di pari punti, per qualsiasi posizione di classifica.

## Finale per il titolo e la promozione in Serie C

### Classifica
|  | Pos. | Squadra           | Pt | G | V | N | P | GF | GS | QR   |
|  | ---- | ----------------- | -- | - | - | - | - | -- | -- | ---- |
|  | 1.   | Marzotto Manerbio | 11 | 8 | 4 | 3 | 1 | 20 | 10 | 2,00 |
|  | 2.   | Breda             | 11 | 8 | 4 | 3 | 1 | 22 | 12 | 1,83 |
|  | 3.   | Abbiategrasso     | 11 | 8 | 4 | 3 | 1 | 16 | 11 | 1,45 |
|  | 4.   | S.A.F.A.R.        | 6  | 8 | 2 | 2 | 4 | 7  | 10 | 0,70 |
|  | 5.   | Libero Ferrario   | 1  | 8 | 0 | 1 | 7 | 3  | 25 | 0,12 |

Legenda:
      Campione Lombardo di Prima Divisione.
      Promosso in Serie C.
Regolamento:
Due punti a vittoria, uno a pareggio, zero a sconfitta.
In caso di pari merito in qualsiasi posizione della classifica, le squadre sono classificate grazie al miglior quoziente reti (QR).